# Hans Joachim Malberg
Hans-Joachim Malberg (* 8. Juni 1896 in Leipzig; † 1. August 1979) war ein deutscher Kinder- und Jugendbuchautor und Redakteur der in Hildburghausen (Süd-Thüringen) erscheinenden Dorfzeitung.

## Leben
In seiner Jugend war Hans-Joachim Malberg Mitglied des völkisch geprägten Jugendbundes Adler und Falken. Er studierte in Leipzig und in Jena Germanistik, Geschichte und Kunstgeschichte. Er promovierte 1922 zum Dr. phil. Es zog ihn aber nicht zur wissenschaftlichen Arbeit, sondern er betätigte sich in Kunst und Literatur. Nach der Promotion war er für kurze Zeit Erzieher in der Jugendfürsorge. Diese Arbeit ist offensichtlich die Wurzel für sein späteres Engagement für die Kinder- und Jugendliteratur. Von 1924 bis 1933 war er Kulturredakteur verschiedener Thüringer Zeitungen und hatte neben seiner journalistischen Tätigkeit begonnene Hörspiele zu schreiben, wie „Bretter, die Welt bedeuten“, das 1931 erstmals gesendet wurde. Seit 1928 in Weimar ansässig, war er zusammen mit Emil Herfurth ein überzeugter Anhänger des Nationalsozialismus. Malberg brachte 1932 mit „Seiner Erdentage Spur“ eine Goethechronik heraus. Nach dem Machtantritt der Nazis wurde er freischaffender Schriftsteller. In Alfred Rosenbergs Kampfbund für deutsche Kultur leitete er die örtliche „Fachschaft Schrifttum“ und im 1933 gegründeten Reichsverband Deutscher Schriftsteller wurde er Gauleiter für Thüringen. In dieser Zeit entstand das Märchenspiel „Knurks hat doch ein Herz“, das später im Gebr. Knabe Verlag Weimar in der Reihe „Knabes Jugendbücherei“ in elf Auflagen erschienen ist. 1934 bis 1937 war Malberg Vorsitzender (Ortsverbandsobmann) der NS-Kulturgemeinde in Weimar, am 15. Juli 1937 beantragte er die Aufnahme in die NSDAP und wurde rückwirkend zum 1. Mai desselben Jahres aufgenommen (Mitgliedsnummer 5.204.040). Über 40-jährig musste Hans-Joachim Malberg am Krieg teilnehmen.
Nach dem Neubeginn des Gebr. Knabe Verlages in Weimar im Jahre 1949 wurde er dort 1950 Cheflektor und übte diese Tätigkeit bis zu seinem Tode am 1. August 1979 aus.
Er selbst trat in diesem Verlag als Autor vieler u. a. auch biographischer Erzählungen auf. Ein in diesem Zusammenhang besonders hervorzuhebendes Buch ist „Buna“, die Lebensgeschichte von Prof. Fritz Hofmann, dem Erfinder des synthetischen Kautschuks. 
Von 1954 bis 1960 war Dr. Hans-Joachim Malberg Leiter der Arbeitsgemeinschaft junger Autoren im Thüringer Schriftstellerverband und begleitete viele junge Schreibende auf den Weg in den Schriftstellerberuf und in den Schriftstellerverband.

## Bedeutung
Die Bücher, die er geschrieben und lektoriert hat, waren in der DDR sehr populär und wurden mit Begeisterung gelesen. Die preiswerten Bücher mit ihrer farbigen Einbandgestaltung und Bildern von Hans Wiegandt haben in vielen Kinderzimmern die Bücherregale gefüllt.
Die begehrten Geschichten waren nicht allein das Besondere an dieser Reihe. Für viele junge Schriftsteller war sie das Sprungbrett in die Welt der Verlagsveröffentlichungen.
Malberg hatte das Gespür für die Lesebedürfnisse von Kindern in der DDR ohne dabei auf die literarische Qualität der Bücher zu verzichten. So hat er zumindest im Thüringer Raum Generationen von jungen Lesern zu Bücherfreunden über das Kindheitsalter hinaus gemacht.

## Werke
- Seiner Erdentage Spur: Eine Goethe-Bilder-Chronik, 1932, Weimar, Duncker
- Knurks hat doch ein Herz : Eine Nussknackergeschichte, 1952, Gebr. Knabe Verlag Weimar
- Buna: Lebenstag eines Forschers. Eine biographische Erzählung für junge Menschen, 1954, Knabes Jugendbücherei, Gebr. Knabe Verlag Weimar
- Wie entsteht ein Jugendbuch?, 1955, Gebr. Knabe Verlag Weimar
- Die Welt auf dem Papier: Ein Leben für Geographie, Atlas und Landkarte, 1956 , Gebr. Knabe Verlag Weimar
- Die wilde Sau und andere Sagen zwischen Elster und Werra, 1957, Gebr. Knabe Verlag Weimar
- Rebell auf der Karlsschule : Eine Erzählung um Kindheit und Jugend Friedrich Schillers, 1959, Knabes Jugendbücherei, Gebr.Knabe Verlag Weimar
- Thüringer Miniaturen: Kleine Städte zwischen einst u. heute, 1962, VEB Greifenverlag Rudolstadt
- Der blaue Kobold: Sagen aus dem Erzgebirge, Vogtland und der Lausitz, 1962, Gebr. Knabe Verlag Weimar
- Der Tänzer auf dem Stein: Sagen und Geschichten aus dem Harz, 1963, Gebr. Knabe Verlag Weimar
- Der verfressene Ziegenbock: Sagen zwischen Elster und Werra, 1964, Gebr. Knabe Verlag Weimar
- Weimarer Kaleidoskop: Streiflichter und Betrachtungen aus klassischen Tagen, 1965, VEB Greifenverlag Rudolstadt
- Der Hirtenknabe, 1968 im Gebr. Knabe Verlag Weimar
- 1 + 1 und eine alte Stadt, 1972, Gebr. Knabe Verlag Weimar

### Herausgeberschaften
- Weimar: 14 farbige Tafeln nach Pastellen von Franz Huth. Mit einer Einführung von Hans Malberg, Hermann Böhlaus Nachfolger, Weimar 1964.